# Instituto de Assistência Médica ao Servidor Público Estadual de São Paulo
O IAMSPE (Instituto de Assistência Médica ao Servidor Público Estadual) é uma autarquia do Estado de São Paulo ligada à Secretaria de Governo do Estado de São Paulo cujo principal objetivo é prestar atendimento médico aos funcionários públicos estaduais de São Paulo, seus dependentes e agregados.